# 弗拉日
弗拉日（法語：Flagy，法語發音：[flaʒi] ⓘ）是法国塞纳-马恩省的一个市镇，属于枫丹白露区。

## 地理
弗拉日（48°18'45"N, 2°55'17"E）面积7.21 平方千米，位于法国法蘭西島大區塞纳-马恩省，该省份为法国北部内陆省份，北起瓦兹省，西接埃松省、马恩河谷省、塞纳-圣但尼省和瓦兹河谷省，南至卢瓦雷省，东南接约讷省，东临马恩省和奥布省，东北接埃纳省。
与弗拉日接壤的市镇（或旧市镇、城区）包括：努瓦西-吕迪尼翁、图里-费罗特、维勒马雷沙勒、多尔梅勒。

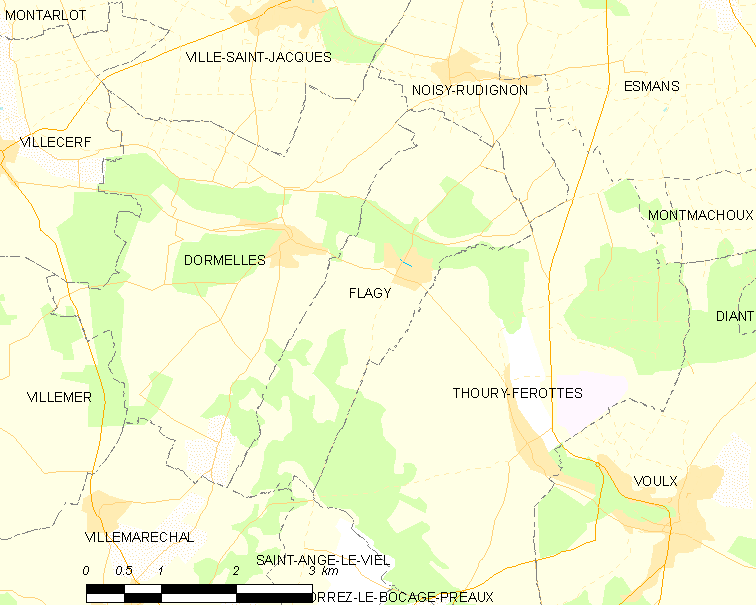
弗拉日的OSM定位图

弗拉日的时区为UTC+01:00、UTC+02:00（夏令时）。

## 行政
弗拉日的邮政编码为77940，INSEE市镇编码为77184。

## 政治
弗拉日所属的省级选区为讷穆尔县。

## 人口

1962-2008年间弗拉日人口变化图示

弗拉日于2022年1月1日时的人口数量为594人。